# Where Have All the Good Times Gone
Where Have All the Good Times Gone est une chanson des Kinks. Écrite et composée par Ray Davies, elle est sortie en novembre 1965 en face B du single Till the End of the Day (en) et sur l'album The Kink Kontroversy. Elle a également été éditée en face A d'un single en 1973.

## Reprises
- 1973 : David Bowie sur l'album Pin Ups
- 1978 : Mike Lécuyer sur l'album À 7 plombes du mat' blues, sous le titre Où est donc le bon vieux temps
- 1982 : Van Halen sur l'album Diver Down